# Icthyophaga
Icthyophaga – rodzaj ptaków z podrodziny jastrzębi (Accipitrinae) w obrębie rodziny jastrzębiowatych (Accipitridae).

## Rozmieszczenie geograficzne
Rodzaj obejmuje gatunki występujące w Afryce, Azji Południowej i Południowo-Wschodniej, Australii i Oceanii.

## Charakterystyka
Długość ciała 51–85 cm, rozpiętość skrzydeł 120–210 cm; masa ciała 780–3900 g. Rybożery są mniejsze od bielików. Polują głównie na ryby, które łowią w jeziorach słodkowodnych i dużych rzekach, oraz czasami w słonej wodzie w ujściach rzek i wzdłuż wybrzeża.

## Systematyka
Rodzaj zdefiniował w 1841 roku francuski ornitolog Frédéric de Lafresnaye w haśle dotyczącym orłów, opublikowanym w uniwersalnym słowniku historii naturalnej pod redakcją Charles’a Henriego d’Orbigny’ego. Lafresnaye nadał rodzajowi nazwę Ichthyetus. W 1843 roku francuski chirurg i zoolog René Lesson w artykule poświęconym zagadnieniom ornitologicznym, opublikowanym w czasopiśmie L’Écho du monde savant et l’Hermès, nadał taksonowi opisanemu przez Lafresnayego nową nazwę – Icthyophaga – błędnie uważając, że był młodszym homonimem Ichthyaetus opisanego przez Johanna Jakoba Kaupa. Nazwa Icthyophaga została uznana przez społeczność naukową za prawidłową, przez co nazwa Ichthyetus nie była używana przez 100 lat i dlatego stanowi nomen oblitum. Gatunkiem typowym jest (tautonimia) rybożer białosterny (F. ichthyaetus).

### Etymologia
- Ichthyetus: gr. ιχθυς ikhthus, ιχθυος ikhthuos ‘ryba’; αετος aetos ‘orzeł’[11].
- Icthyophaga (Icthyiophaga, Ichthyophaga): gr. ιχθυοφαγος ikhthuophagos ‘jedzący ryby’, od ιχθυς ikhthus, ιχθυος ikhthuos ‘ryba’; -φαγος -phagos ‘jedzący’, od φαγειν phagein ‘jeść’[10].
- Pontoaetus: gr. ποντος pontos ‘morze’; αετος aetos ‘orzeł’[12].
- Blagrus: epitet gatunkowy Falco blagrus Daudin, 1800; fr. nazwa ‘Blagre’ dla rybożera białobrzuchego użyta przez Levaillanta w 1796 roku, od blanc ‘biały’; gris ‘szary’ (por. gr. βλαξ blax, βλακος blakos ‘nieaktywny’; αγρευς agreus ‘łowca’, od αγρευω agreuō ‘polować’, lub typ jakiegoś ptaka, wciąż niezidentyfikowany, wymieniony przez Aelianusa)[13]. Gatunek typowy (oznaczenie monotypowe): Falco blagrus Daudin, 1800 (= Falco leucogaster J.F. Gmelin, 1788).
- Polioaetus (Poliaetus): gr. πολιος polios ‘szary, blady’; αετος aetos ‘orzeł’[14]. Gatunek typowy (późniejsze oznaczenie): Falco ichthyaetus Horsfield, 1821[15].

### Podział systematyczny
Do rodzaju należą następujące gatunki:
- Icthyophaga vocifer (Daudin, 1800) – rybożer afrykański
- Icthyophaga vociferoides (Des Murs, 1845) – rybożer madagaskarski
- Icthyophaga leucogaster (J.F. Gmelin, 1788) – rybożer białobrzuchy
- Icthyophaga sanfordi (Mayr, 1935) – rybożer melanezyjski
- Icthyophaga humilis (S. Müller & Schlegel, 1841) – rybożer brunatny
- Icthyophaga ichthyaetus (Horsfield, 1821) – rybożer białosterny